# Afrocyarda hessei
Afrocyarda hessei är en insektsart som först beskrevs av Synave 1959.  Afrocyarda hessei ingår i släktet Afrocyarda och familjen Flatidae. Inga underarter finns listade i Catalogue of Life.